# Островной президент
«Островной президент» (англ. The Island President) — документальный фильм 2011 года о борьбе президента Мальдивской республики Мохамеда Нашида с проблемой повышения уровня моря из-за глобального потепления. Фильм был произведён компанией Actual Films, другие работы которой были выдвигались на «Оскар» и выигрывали «Эмми» за лучший документальный фильм. Режиссёром выступил Джон Шенк. Премьера состоялась на кинофестивале в Теллуриде.
Фильм инвестировался Фондом Форда, Американской Корпорацией общественного вещания, Фондом Макартуров и институтом Сандэнс.
На кинофестивале в Торонто в 2011 году «Островной президент» выиграл приз зрительских симпатий за лучший документальный фильм.
Права на показ в Соединённых Штатах были куплены компанией Samuel Goldwyn Films. Первый показ состоялся в Нью-Йорке, 28 марта 2012 года, затем последовали показы в других городах США, таких как Лос-Анджелес и Сан-Франциско.

## В ролях
- Мохамед Нашид — камео

## Отзывы
«Островной президент» получил в основном положительные отзывы от критиков. На Rotten Tomatoes картина получила 98 % положительных рецензий на основе отзывов 45 критиков.. Энтони Скотт из газеты The New York Times назвал фильм «жизнерадостным и энергичным», несмотря на мрачное окончание, а также похвалил за впечатляющие кадры, показывающие красоту Мальдив с воздуха и их подводного мира. Ноэль Мюррей из газеты en:The A.V. Club дал фильму оценку «B-», похвалив его за «энергию и убедительность».